# 小佐々氏
小佐々氏（こざさし）は、日本の氏族。宇多天皇を太祖とし敦実親王を初代とする第17代近江守佐々木満信一族が、室町幕府４代将軍足利義持の倭寇取締りの命により、肥前国松浦郡小佐々村へ下向した肥前小佐々氏の三本家が有力な家系である。
戦国時代には、西海の西彼杵半島西岸から五島灘海域を領有支配して、松浦水軍と対峙して船戦（海戦）で領海を防衛して五島灘の制海権を保持し続けた「小佐々水軍」と呼ばれる有力な水軍勢力である。また、天正遣欧少年使節の中浦ジュリアン(幼名・小佐々甚吾)は、小佐々氏一族の有力家系の中浦城主・小佐々兵部純吉（中浦殿）の息子である。
江戸時代には、肥前国大村藩の家老・中老・番頭・奉行などの重職を歴任しており、幕末の戊辰戦争では勤皇（官軍）の大村藩の東征軍や北伐軍の隊長や分隊長を務めて活躍した。

## 経歴

### 平安時代〜室町時代
宇多源氏小佐々氏の家系は、宇多天皇を太祖とする宇多源氏（近江源氏）嫡流の佐々木定綱の後裔であり、応永年間に室町幕府4代将軍足利義持の倭寇取締の命により、宇多源氏第17代の近江守佐々木満信が次男の佐々木時信一族を伴って肥前国小佐々村に下向して､小佐々浦の小城多（沖田）城に居城しており､地名から小佐々氏を称した。

### 戦国時代〜安土桃山時代

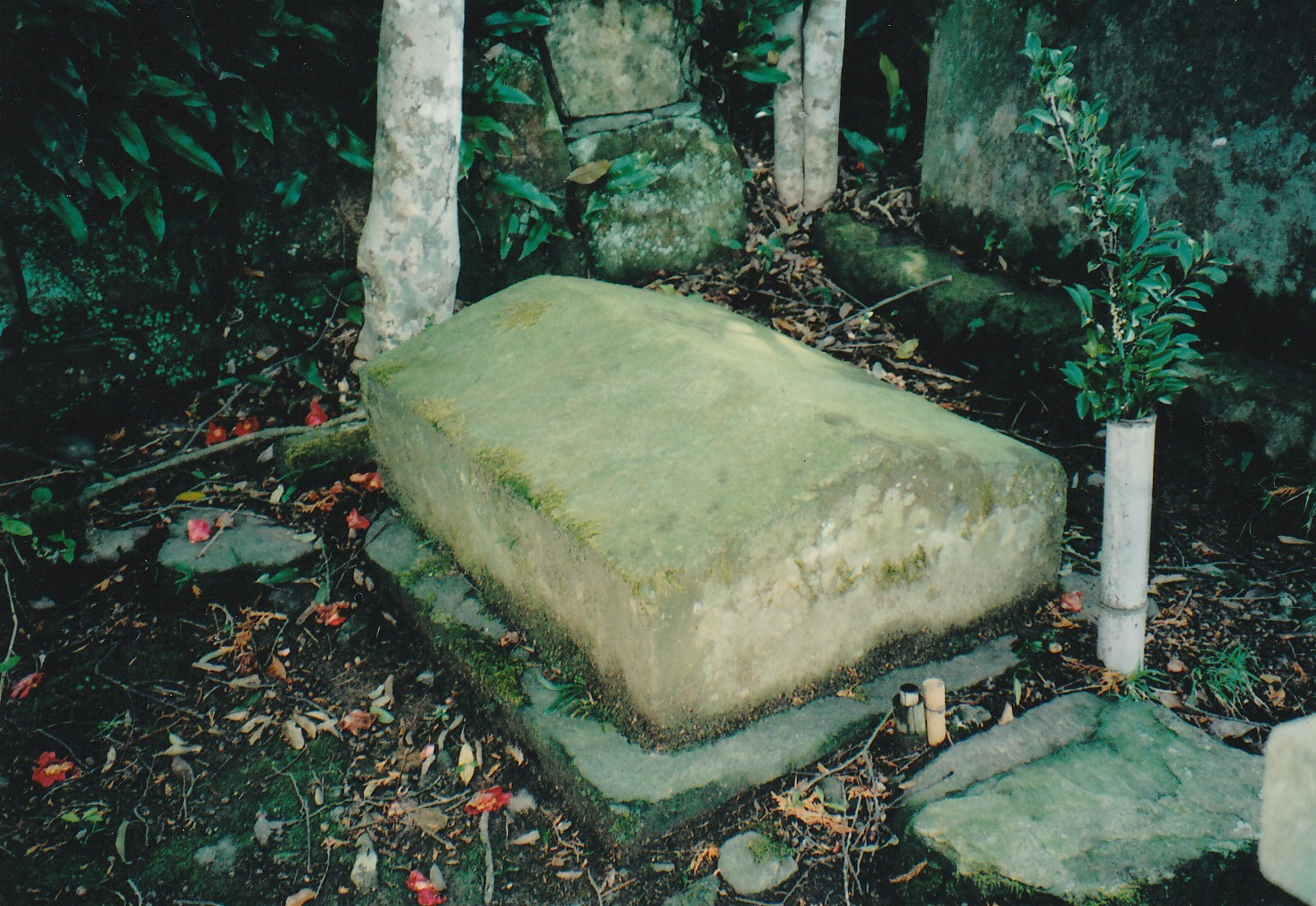
小佐々氏墓所のキリシタン墓(西海市大瀬戸町多以良内郷寺山)

小佐々氏中興の祖とされる第21代の小佐々弾正大弼定信（初代小佐々弾正）は勢力を拡大して西肥前で有力な一族となり､平戸城主松浦天叟（義）の女を娶り、引出物に松浦家に伝わる天国（あまくに）の宝刀を贈られている。定信は北方の松浦水軍（倭寇）の南下阻止のため、戦国時代が始まる応仁元年（1467年）に西彼杵半島西岸の多以良（たいら）村の要害堅固な城ノ辻山に城を構えて、大手口の小峰の居館に本拠を移して一族全員が居住した。小佐々氏は西彼杵半島の五島灘沿岸の在地領主である外浦（ほかうら）衆の惣領家となり、小佐々水軍として七釜港（鳥崎港、現・西海市西海町七釜）を水軍基地、小佐々水軍城（小佐々城・城の辻古城・多以良城、現・西海市大瀬戸町多以良内郷 字城・字小峰・字田平・字道目木）を本城とした。また、中浦城（現・西海市西海町中浦）と松島城（現・西海市大瀬戸町松島）を支城にして、北は西彼杵半島西岸北端の面高（現・西海市西海町面高）から、南は三重港（現・長崎市三重町）沖合の神楽島まで、西は西方海上の五島列島近くの平島（現・西海市崎戸町平島）までの島嶼部にも出城を築いて、九州北西海域（西海）の五島灘を領有支配した。

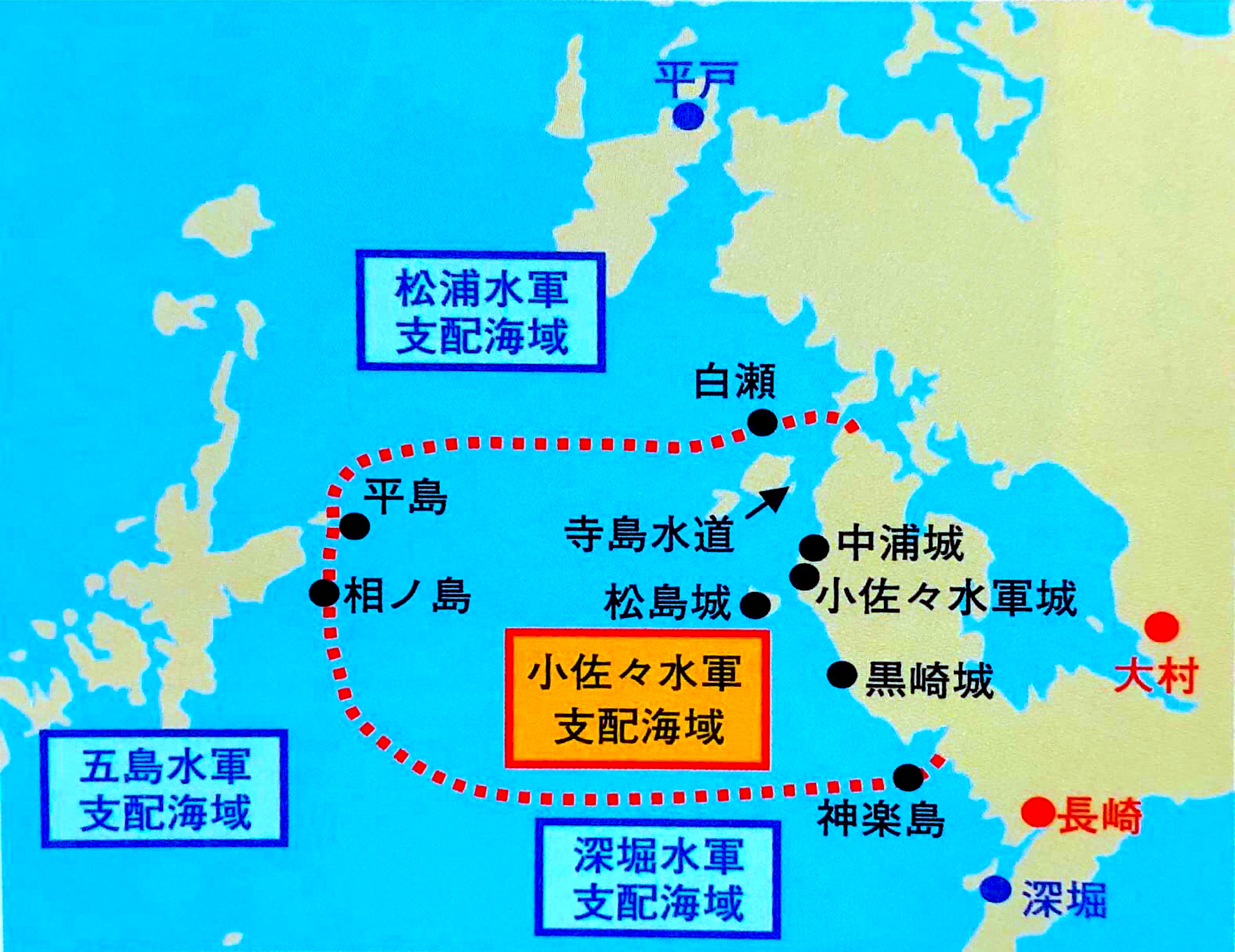
戦国時代の小佐々水軍の支配海域

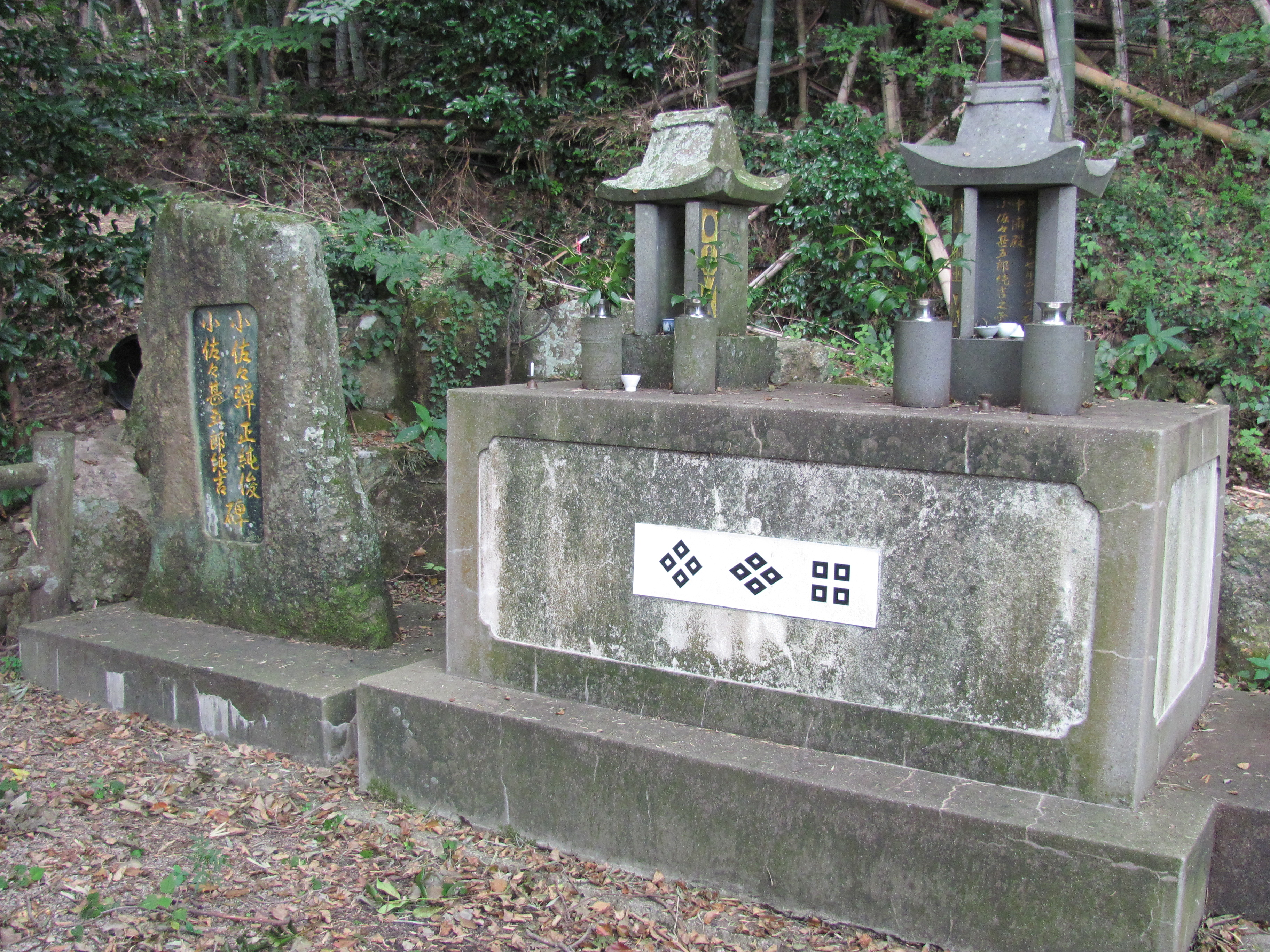
小佐々弾正・甚五郎塚
右から小佐々兵部純吉と小佐々弾正純俊の石祠。左は純俊と純吉の顕彰墓碑。
（佐世保市南風崎町）

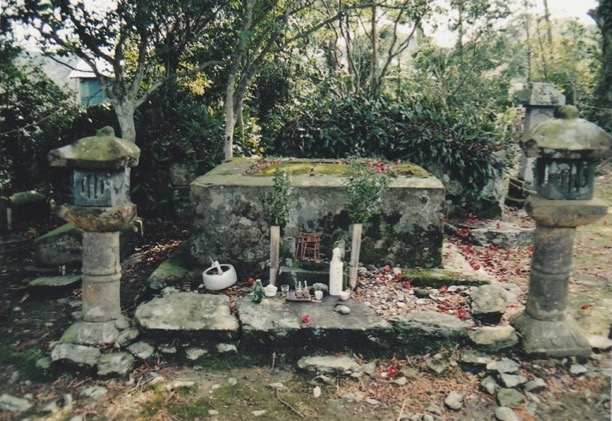
長崎県指定史跡・多以良の小佐々氏墓所(西海市大瀬戸町多以良内郷寺山)

小佐々水軍は、中国や朝鮮半島などの海外交易、西海航路の要衝である寺島水道と角力灘の海上関料（警固料）、五島灘と大村湾とを陸路で結ぶ北往還と南往還の通行関料、中浦の隠し金山経営や馬生産などで栄えた。肥前国大村藩作成の『大村郷村記』「中浦村」の「由緒之事」には、戦国時代初期から江戸時代初期の万治3年（1660年）まで小佐々氏が中浦村の領主であり、また「多以良村」の「旧来地頭之事」には戦国時代に小佐々氏が五島灘西岸から島嶼部の十ヶ村を領有しており、さらに幕末まで多以良村の領主として知行していたことが記されている。また、戦国時代の西肥前では小佐々弾正や小佐々兵部の名は代々西海の勇将として知られている。
永禄12年（1569年）に大村純忠の要請で、多以良本城城主の小佐々弾正大弼純俊とその甥で中浦城主の小佐々兵部少輔純吉は、肥前国彼杵郡宮村（現・長崎県佐世保市）の葛峠（久津峠・くづのとうげ）の合戦に参戦し、敗走する純忠軍を助けるために、純忠軍の大村源次郎純定（後に大村藩の初代首席家老となる大村彦右衛門純勝の父）と共に殿をつとめ、三士は奮戦して討死した。この戦功は幕末まで語り継がれており、『大村郷村記・宮村』など各種の史料に記述されている。
戦国時代後期の小佐々水軍は五島灘を領有支配して繁栄しており、五島灘の権益を奪うために北方の松浦水軍により頻繁に侵攻を受けたが、船戦（海戦）で反撃して領海を堅守している。大村郷村記などの史料には「崎戸浦迫合」として永禄13年（1570年）正月の崎戸浦の船戦が記述されている。これらによると平戸松浦水軍の兵船が崎戸城を襲ってきたとき、小佐々弾正少弼純正（小佐々氏本城城主、五代小佐々弾正、小佐々弾正純俊嫡男）が反撃して崎戸浦で船戦になり、緒戦に純正配下で弓の名手の小佐々常陸介純久（七釜城主）が敵将二人を射殺し、小佐々水軍船手衆弓鉄砲隊の攻撃により敵軍を殲滅した。
葛の峠の合戦で殿して戦死した小佐々弾正純俊と小佐々兵部純吉両士を埋葬した墓所は戦国時代に建立されて平成4年（1992年）に修復されており、「小佐々弾正・甚五郎塚（小佐々弾正・兵部塚）」（現・佐世保市南風崎町）として現存する。
小佐々水軍城の搦手口には、小佐々氏の菩提寺であった文明16年（1484年）創建の東楽寺の古廟があるが、後のキリシタン時代に改葬されて残されている。現在は長崎県指定文化財（史跡）の「多以良の小佐々氏墓所」（長崎県西海市大瀬戸町多以良内郷寺山）であり、正面に石灯籠二対と大型の切石平塚一基、後方に切石積みの墓二基、左側にキリシタン墓二基と台座一基がある。
葛の峠の合戦で殿して戦死した中浦城主小佐々兵部純吉は「源姓小佐々氏系図（別称・中浦殿系圖）」に収載の通り、小佐々甚吾（後の中浦ジュリアン）の父親である。中浦ジュリアンは、イエズス会の巡察師アレッサンドロ・ヴァリニャーノが企画し、九州のキリシタン大名・大村純忠などがローマに派遣した天正遣欧少年使節（1582年〜1590年）の一員として1582年に長崎を出帆、1585年にローマ教皇・グレゴリウス13世およびシクストゥス5世の二代の教皇と謁見して、1590年に帰国している。
一方、葛峠の合戦で殿して討死にした大村源次郎純定は、士系録巻之二の大村氏系図の「源次郎純定」の項に「實大田和次助男」とある通り、戦国領主小佐々氏（小佐々水軍）の家臣である中浦の北隣りの太田和領主の大田和左馬頭次助の息子である。大田和源次郎純定は大村氏の有力家系である宮村領主大村純次の養嗣子となり、大村源次郎純定になった。その息子が江戸時代初期の大村藩政史上最大の功労者とされ、両家（永代家老）に列せられて、大村純忠・初代藩主喜前・二代藩主純頼・三代藩主純信の四代に仕えて名家老と謳われた大村彦右衛門純勝である。また、彦右衛門純勝は小佐々氏の有力家系の小佐々弾正大弼純正の息子の隼人純正を養子に迎えており、戦国時代の主人家から養子を迎えていたのである。
大村源次郎純定と小佐々甚五郎純吉の両士が葛峠の合戦で討死にした時に、源次郎純定の息子彦次郎（後の彦右衛門純勝）と甚五郎純吉の息子甚吾（後の中浦ジュリアン）は永禄11年生れで数え年２歳であった。この縁で彦次郎と甚吾は大村純忠の居城三城城で一歳下の大村新八郎（後の初代藩主大村喜前）の子小姓になって新八郎と一緒に三城城に居住したのである。その後に、小佐々甚吾は受洗して洗礼名ジュリアンとなり、出身地の地名から中浦ジュリアンを名乗っている。また、大村純忠の推挙により有馬のセミナリオに入学して天正少年使節の4人の一人である中浦ジュリアンになったのである。
小佐々氏は西彼杵半島西岸から五島灘海域を領有支配して、この地域の在地領主である天久保氏・太田和氏・田川氏・大串（神浦）氏などの外浦衆の惣領家となり、五島灘海域を支配する小佐々水軍になった。元亀2（1571）年に長崎が開港した時に、住民の出身地名をとって島原町・分知町・大村町・外浦町・横瀬浦町・平戸町の6町が最初に出来たのである。このように長崎開港時に外浦町（昭和38年の合併で万歳町と江戸町になる）の名があることは、当時の外浦衆（小佐々水軍）の勢力を示すものである。また、大村市内にも外浦小路の名があり、この近くには小佐々氏の配下で外浦衆の太田和氏の出身である大村彦右衛門純勝家の墓所が現存している。また、小佐々弾正大弼純俊の息子の小佐々弾正少輔純正は崎戸浦迫合（崎戸浦海戦）で攻めてきた松浦水軍の兵船を殲滅したことで有名な人物で、大村氏の有力な一族である大村刑部純重の娘を娶っている。この家系には「純正」の名を嗣ぐ、大村彦右衛門純勝の息子である大村隼人純正や、大村家の一族で老臣の今道茂右衛門純正がいる。また、大村藩の惣役（家老職の旧名）を務めた小佐々氏27代の中浦城主家子孫の小佐々惣左衛門純定の実兄である小佐々與五右衛門純清の妻の父で大村彦右衛門純勝と共に藩政を支えて三代藩主大村純信の時に老臣を務めた今道長兵衛純勝は、慶長年間から江戸時代初期まで大村氏の重臣として大村彦右衛門純勝と共に活躍した家柄である。また、小佐々惣左衛門純定の妻は大村純忠の妾の兄である湯川新左衛門の娘である。
このように、関白豊臣秀吉の命で小佐々氏が大村氏の家臣団入りした天正16（1588）年から、大村藩の成立期を経て江戸時代初期までの小佐々氏は大村氏一族と深い閨閥を形成したのである。また、小佐々水軍時代の海外や国内の海上交易や博多と鹿児島を結ぶ九州北西の西海航路の海上関料（警固料）、西彼杵半島を陸路で山越えする北往還と南往還の通行関料、中浦の金山経営や馬生産の収益で得た財源で、幕府の直轄領となって大村藩が長崎港を失った藩政初期の財政難を乗り切っており、小佐々氏は大村藩の成立に大いに貢献したのである。

### 江戸時代
江戸時代の小佐々氏は、中浦城主の家系の中浦小佐々氏と、多以良城主の家系の多以良小佐々氏と、松島城主の家系の松島小佐々氏との三家系に分かれている。それぞれの本家は玖島城（大村城）築城時から大村の武家屋敷に居住し、中浦小佐々氏本家は上小路の屋敷（約1,300坪）に、多以良小佐々氏本家は下久原の屋敷（約500坪）に、分家は久原の屋敷（約600坪）に居住した。また、松島小佐々氏本家は外浦小路の屋敷（約400坪）に居住した。
長崎県大村市の萬歳山本経寺は肥前国大村藩主大村家の菩提寺で、平成16年に国指定文化財（史跡）に指定された日蓮宗の名刹である。本経寺の古墓所には笠塔婆、五輪塔、石霊屋などの巨大墓碑がたちならんでおり、わが国におけるキリスト教の受容から禁教へと歴史の一大転換期を象徴する史跡である。本経寺の古墓所には大村氏第21代の３代藩主大村純信の高さ6ⅿの巨大墓碑があり、その前方には小佐々氏第28代の小佐々市右衛門前親（あきちか）の３ⅿの大型墓碑があり、慶安３（1650）年6月18日の銘が刻まれている。前親の大型墓碑の隣には当時の上級藩士と同等の高さ90cmの義犬華丸（ぎけん はなまる）の小型墓碑が並んで建っている。小佐々市右衛門前親は、肥前国大村藩の家老で漢学者であるが、幼少より漢籍講読に秀で抜群であったことから、10歳の時に初代大村藩主喜前（よしあき）の偏諱を受けて前親と名乗った。元和６（1620）年に15歳の若さで漢学、礼法、兵法、弓馬術の指南役に抜擢されており、藩内きっての俊才であった。同年に両家の大村彦衛門純勝の推挙により、前親はわずか３歳で大村藩の藩主を嗣いだ第３代藩主大村純信の守役（傅役）に任命されて、幼少年期の純信に常に近侍して文武両道にわたって教育・補佐した。純信が最も信頼する近臣であり、23歳で家老になり、40歳で別格の家老職である老臣になり、長年にわたって純信を補佐して藩政を支えた。
慶安3（1650）年5月26日に三代藩主大村純信が江戸表で急逝した。江戸から大村に届いた悲報に接した前親は、守役として自分が守り育てた藩主純信の急逝を悼んで、6月18日に大村城下にある本経寺の大村家墓所で追腹（切腹）して享年45歳で殉死した。前親の遺体は本経寺で火葬されたが、この時に前親が常日頃から可愛がっていた愛犬（雄の狆）の華丸が主人の死を悲しんで、突然その荼毘の火の中に身を投じて焼死した。義犬華丸の墓には１３２文字の漢文が刻名されており、主人の前親と愛犬（伴侶犬）の華丸との交情が見事に活写されている。本経寺に現存する義犬華丸の墓は第5代将軍徳川綱吉が発布した生類憐れみの令より35年も早く建立されており、欧米においても動物愛護や動物権という考え方がまだなかった時代である。この義犬華丸の墓は、ヒューマン・アニマル・ボンド（人と動物の絆）や動物愛護分野における世界的に貴重な史跡である。
源姓小佐々氏第29代小佐々甚吾右衛門長祐は、大村藩で文治政治を推進した第4代藩主大村純長に近仕して、純長の偏諱を受けて長祐と名乗った。純長の治世に中老などの重職を歴勤して、万治3（1660）年に「源姓小佐々氏系圖（中浦殿系圖）」を書き遺した。この系図書は中浦城主小佐々氏の子孫に代々受け嗣がれており、中浦ジュリアンが中浦城主小佐々甚五郎純吉の息子の小佐々甚吾であることを確定した「中浦ジュリアンの中浦城主小佐々氏出自説」の根拠となった貴重な記録を残した人物である。
戊辰戦争（戊辰之役）で、大村藩は薩摩・長州と共に新政府軍に参戦して、東征軍と北伐軍を派兵した。大村藩の東征軍は、鳥羽伏見の戦で新精組半隊長の小佐々俊一郎喬俊（旧名・宮原周次郎）が東征軍1番隊の隊長となった。北伐軍は、大村藩の新陰流内頭取（副頭取）で後に神道無念流内頭取の宮村佐兵衛通信（旧名・小佐々右金吾）が半隊長（副隊長）になり、一刀流内頭取で後に神道無念流内頭取となる小佐々隼雄頼興が1番隊の分隊長になった。また、大村藩勤王三十七士の一人で宮村佐兵衛道信の実兄であり、武術頭取や槍術内頭取の小佐々健三郎祐利は静動隊半隊長で、戊辰戦争の時には藩主の御使番を務めて東征軍と北伐軍に藩主の指令を伝えた。また、小佐々健三郎祐利は、大村市の護国神社（旧・円融寺庭園）の大村藩勤王三十七士の顕彰墓に祀られている。
明治時代後は中浦小佐々氏本家の家系は東京・埼玉・千葉に住み、多以良小佐々氏本家の家系は京都・大阪に住み、また松島小佐々氏の家系は江戸時代初期に戦国時代の旧領の西彼杵半島各地に居住して、明治時代後も長崎県内に住んだのである。

## 家紋
小佐々氏三本家の家紋は目結紋（四ッ目結）であり、中浦小佐々氏本家は宇多源氏佐々木一族の祖神である近江国沙沙貴神社の神紋と同じ「七ッ割平四ッ目」、多以良小佐々氏本家は「菱四ッ目」で、松島小佐々氏本家は「隅立四ッ目」である。

## 追記
肥前国には宇多源氏小佐々氏の下向以前にも小佐々姓を名乗る一族が居住していた。この一族は松浦党小佐々氏とされており、宇多源氏小佐々氏とは血縁関係がなく家系的に異なるが、追記すれば以下の通りである。
小佐々氏の名を最初に記録した史料は、鎌倉時代の寛元2年（1244年）の山代文書であり、小佐々太郎重高の名が記されている。また、南北朝時代の建徳2年（1371年）に九州探題今川了俊の初巡見を迎えた松浦党の中に小佐々備前守、小佐々守童丸、小佐々三郎入道の名が、またその後の松浦党の一揆契諾状の署名の中に こささ備前守の名がある。これらの史料の記載から、宇多源氏小佐々氏の下向以前の小佐々村には松浦党の小佐々氏が居住していたことは史実であるが、平戸藩作成の「家世伝公族伝」の峯公公族によれば、松浦党小佐々氏は嵯峨源氏の流れを嗣ぐ松浦披の子の松浦上の長子を祖とすると記述されているものの、この家系に関する詳しい記載はない。また、松浦氏の家臣（平戸藩士）の系譜を記載した「増補藩臣譜略」や「格禄勤役記」にも小佐々氏の名は記載されていないため、江戸時代以降の松浦党小佐々氏の存否は不明である。一方、佐々木盛綱の子孫の佐々木小四郎が小佐々村に下り、小佐々小四郎と称して矢岳太守になり、各種の事蹟を残したとの伝承があるが、佐々木盛綱は前述した宇多源氏小佐々氏の先祖である佐々木定綱の弟であり､佐々木氏系図には盛綱の子孫に小四郎なる人物は存在しないため不詳とされている。

## 記念碑等
- 小佐々弾正・甚五郎塚（小佐々弾正・兵部塚）：長崎県佐世保市南風崎町。
- 多以良の小佐々氏墓所（長崎県指定史跡）：長崎県西海市大瀬戸町多以良内郷寺山。
- 小佐々水軍顕彰之碑：西海市西海町七釜港。
- 小佐々學博士顕彰之碑：西海市西海町七釜港。
- 中浦ジュリアン顕彰之碑：西海市西海町中浦「中浦ジュリアン記念公園」西側隣接地。
- 西方のローマを指さす中浦ジュリアン像：「中浦ジュリアン記念公園」展示室屋上。
- 中浦ジュリアンの生涯を描いたフレスコ壁画：「中浦ジュリアン記念公園」展示室内。
- 十字架のように手を広げて立つ中浦ジュリアン像：西海市西海町木場「西海スポーツガーデン体育館」前。
- 禁教下で布教して歩く中浦ジュリアン像：長崎県島原市白土町「カトリック島原教会」前。
- 天正遣欧少年使節顕彰之像：長崎県大村市森園町。